# Morunasaurus annularis
Morunasaurus annularis är en ödleart som beskrevs av O’Shaughnessy 1881. Morunasaurus annularis ingår i släktet Morunasaurus och familjen Hoplocercidae. Inga underarter finns listade i Catalogue of Life.
Arten förekommer i södra Colombia och i Ecuador. Honor lägger ägg. Ödlan lever i bergstrakter mellan 400 och 1100 meter över havet. Individerna vistas i fuktiga skogar och gräver underjordiska bon som är upp till tre meter långa och maximal 60 cm djupa. Morunasaurus annularis föredrar ursprungliga skogar.
Beståndet hotas av skogsröjningar. IUCN listar arten som sårbar (VU).